# ليديا موسوندا كاسانجالا
ليديا موسوندا كاسانجالا (بالفرنسية: Lydia Musonda Kasangala) مواليد 6 مايو 1988، هي لاعبة كرة يد كونغولية تلعب كظهير أيسر. مثلت منتخب جمهورية الكونغو الديمقراطية لكرة اليد للسيدات.

## سجل المنافسة
شاركت في البطولات التالية:
- بطولة العالم لكرة اليد للسيدات 2013
- بطولة العالم لكرة اليد للسيدات 2015